# 田尻氏
田尻氏（たじりし）は、日本の氏族。代表的な一族に下記が挙げられる。
1. 大蔵氏系田尻氏 - 大蔵氏族は筑後国三池郡の大身で筑後十五城の一つ。
2. 豊後大神氏系田尻氏 - 大神氏族は柳河藩士で普請方で活躍した人物を輩出した家。
3. 肥後国田尻氏 - 山ノ上三名字の一として金峰山周辺を領した。
4. 薩摩国田尻氏 - 薩摩国伊作田尻村を領したことから興された家。2系統が存在する。
5. 摂津国田尻氏 - 摂津国田尻を領した摂津源氏（多田源氏）流能勢氏の支族。

## 大蔵氏系田尻氏
原田氏、秋月氏、高橋氏などと同じく大蔵党の氏族で、藤原純友の追討に勲功のあった大蔵春実の子孫。
『田尻系図』によれば、大蔵春実の孫の実種が田尻又三郎と名のったのがはじまり。
元寇の時は、田尻種重、田尻種光が出陣して討死。

### 田尻鑑種
戦国時代は、筑後十五城の一つであり、筑後国山門郡南部を領有。田尻鑑種の姉の乙鶴姫は、蒲池鑑盛の正室であり、田尻氏と蒲池氏は縁戚関係にあった。蒲池鑑盛が耳川の戦いで討ち死にした後、家督を継いだのは甥の蒲池鎮漣だった。鎮漣は、当初は龍造寺隆信の尖兵としてその筑後進出に協力したが、やがて不和が生じ、難攻不落として知られた柳川城に籠城し、隆信と戦った（柳川攻め）。この対立を仲裁したのが鑑種だった。その後、蒲池鎮漣が島津氏と通謀していたことが発覚したため、田尻鑑種は龍造寺隆信と相計り、翌年、鎮漣を肥前に誘い出して謀殺した。続いて隆信は、鑑種に柳川に残る鎮漣の一族の討伐を命じた。鑑種は、柳川城の攻略だけを考えていたが隆信は鎮漣一族の皆殺しという冷酷な命令を鑑種に下したため、鍋島直茂の督戦の下、これを渋々実行した。こうして同族同士が相撃つ凄惨な柳川の戦いが繰り広げられ、「筑後屈指の名族」（太田亮）である柳川の蒲池氏は滅びた。
鑑種もやがて龍造寺隆信と不和が生じ、龍造寺氏へ反旗を翻すが、その後和睦し再びその幕下に入ることとなる。

## 大神氏系田尻氏
柳河藩の「柳河藩享保八年藩士系図」には大神氏族の田尻氏が三家見られる。また、由布氏の中に元大神姓田尻氏だった家もある。元禄10年（1697年）に創設された藩主家立花氏別邸御花畠（現在の立花氏庭園「御花」）は普請方の田尻惟貞（惣助）が立花鑑任の命を受けて創設したとされる。また、その子、田尻惟信（惣馬）は佐賀藩の成富兵庫助や熊本藩の堤平左衛門と並び称される。
豊後守となる平安時代の大神氏の系譜である大神惟基の子、惟平が豊後国大分郡稙田にて、稙田氏を名乗り、稙田有綱の子が田尻氏を名乗った。
『大神家系図』を見ると大神氏は、最終的に三十七氏に分かれたようである。代表的な例では大神氏では大きく阿南氏・臼杵氏・大野氏・稙田氏・高知尾四郎（五十音順）に分かれ、『大分縣史』（中世編I 筑後本大神系図）によると臼杵氏からは緒方氏・佐伯氏・佐賀氏・戸次氏（五十音順）、稙田氏からは幸弘氏・田尻氏・光吉氏・吉籐氏（五十音順）、阿南氏から大津留氏・小原氏・武宮氏・橋爪氏（五十音順）となる。

## 肥後国田尻氏
三池北郷を本貫とする大蔵党・原田党田尻氏の分家であり、初代実種の主計頭任命後に大分から熊本へ南下した。
『山之上三名字由来』や『牛嶋元悦覚書』によると、田尻氏は「漢ノ高祖の流大蔵氏」であったが、応永10年（1403年）、豊後の田尻定綱を聟養子としたのちは、「大神氏ノ系図を用」いていると伝えられているが、詳細は明らかでない。
熊本に土着後は金峰山の麓を領有していた「山の上三名字」（田尻・牛島・内田）のうちの一つとして、嶽村を中心に、南は松尾、北は小天と、金峰山系の中央を南北にその勢力圏としていた。
著名な出身者には医学者の田尻寅雄や元熊本市市議会議員の田尻善裕、一級建築士の田尻久善、細川家御目見医師の田尻宗彦や木葉町御目見医師の田尻貫斎、商学者の田尻常雄がいる。また、実業家でT.K.Kホールディングス株式会社代表取締役の田尻惠保も山之上三名字田尻氏の末裔である。
現在は庶流において通字（善左衛門に由来する「善」または宗甫およびその息子の宗彦由来の「宗」）の使用が盛んである。本家においては、初期は大神氏由来の「惟」の使用例が多数であったが、江戸時代以降は使用されていない。また、家紋は大神氏由来の「三本杉」を使用しているほか、豊後大神氏一門に共通する「左三つ巴」の使用も見られる。なお、「三本杉」を用いる家は、杉の枝の紋様の数が左から8本、12本、10本からなる独自の紋となっている。
先祖の阿知王を祀っている祠が、かつての領地の河内町の岳に残っている。また、岳本町公民館のとなりにある一族の墓所は、熊本県の史跡に指定されている。
以下の資料には「緒方惟基の子定綱を養って」とあり、緒方惟基の末子である緒方定綱が応永10年（1403年）に婿入りしたものと思われる。なお、その後は長らく大神朝臣を名乗っていたようだが、、現在は概ね大蔵朝臣を称しており、大蔵氏の祖である漢の劉邦を祀る霊廟を建て、10月26日には祭礼を行っている。
江戸時代の安永年間より漢方薬の製造を家業としていたが、事業は引き継がれ、「田尻300年製薬」として営業している。

### 系譜
（原田氏）主計頭田尻三郎実種 - （稙田氏？）七郎季定 - （大神朝臣？）定綱 - 助綱 - 惟綱 - 遠綱 - 惟秀 - 惟方 - 基平 - 惟義 - 季基 - 義泰 - 基定 - 惟家 - 基泰 - 惟基 - 惟平 - 助基 - 惟綱 - 綱房 - 経泰 - 基平 - 惟益 - 惟久 - 惟朝 - 惟家 - 種直 - 駿河守善左衛門惟元 - 惟貞 - 惟益 - 種治 - 惟一 - 植茂 - 三九郎 - 十三郎 - 庄左衛門 - 三郎右衛門 - 三郎兵衛 - 清太夫 - 伊右衛門 - 貞庵 - 見磧 - 宗甫 - 宗彦 - 端 - 小五郎 - 良明 - **
| 代数     | 名前（諱） | 仮名       | 生没年            | 続柄   | 備考                   |
| -------- | ---------- | ---------- | ----------------- | ------ | ---------------------- |
| 初代     | 田尻実種   | 三郎       |                   | 三男   | 主計頭、荒平城主       |
| 二代     | 田尻季定   | 七郎       |                   | 婿養子 | 実種長女の夫           |
| 三代     | 田尻定綱   |            |                   |        |                        |
| 四代     | 田尻助綱   |            |                   |        |                        |
| 五代     | 田尻惟綱   |            |                   |        |                        |
| 六代     | 田尻遠綱   |            |                   |        |                        |
| 七代     | 田尻惟秀   |            |                   |        |                        |
| 八代     | 田尻惟方   |            |                   |        |                        |
| 九代     | 田尻基平   |            |                   |        |                        |
| 十代     | 田尻惟義   |            |                   |        |                        |
| 十一代   | 田尻季基   |            |                   |        |                        |
| 十二代   | 田尻義泰   |            |                   |        |                        |
| 十三代   | 田尻基定   |            |                   |        |                        |
| 十四代   | 田尻惟家   |            |                   |        |                        |
| 十五代   | 田尻基泰   |            |                   |        |                        |
| 十六代   | 田尻惟基   |            |                   |        |                        |
| 十七代   | 田尻惟平   |            |                   |        |                        |
| 十八代   | 田尻助基   |            |                   |        |                        |
| 十九代   | 田尻惟綱   |            |                   |        |                        |
| 二十代   | 田尻綱房   |            |                   |        |                        |
| 二十一代 | 田尻経泰   | 七郎       |                   |        |                        |
| 二十二代 | 田尻基平   |            |                   |        |                        |
| 二十三代 | 田尻惟益   |            |                   |        |                        |
| 二十四代 | 田尻惟久   |            |                   |        |                        |
| 二十五代 | 田尻惟朝   |            |                   |        |                        |
| 二十六代 | 田尻惟家   |            |                   |        | 上野介                 |
| 二十七代 | 田尻種直   | 惣兵衛     |                   |        | 主計頭、大和守護       |
| 二十八代 | 田尻惟元   | 善左衛門   |                   |        | 駿河守                 |
| 二十九代 | 田尻惟貞   | 伊豆衛門   | （城氏を賜る）    |        | 伊豆守、国衆廃絶で没落 |
| 三十代   | 田尻惟益   |            |                   |        |                        |
| 三十一代 | 田尻種治   | 惣太夫     |                   |        |                        |
| 三十二代 | 田尻惟一   | 権平       |                   |        |                        |
| 三十三代 | 田尻植茂   | 半蔵       |                   | 弟     | 天水町に転居           |
| 三十四代 |            | 三九郎     |                   |        |                        |
| 三十五代 |            | 十三郎     |                   |        |                        |
| 三十六代 |            | 庄左衛門   |                   |        |                        |
| 三十七代 |            | 三郎右衛門 |                   |        |                        |
| 三十八代 |            | 三郎兵衛   |                   |        |                        |
| 三十九代 |            | 清太夫     |                   |        |                        |
| 四十代   |            | 伊右衛門   |                   |        |                        |
| 四十一代 | 田尻貞庵   |            | -安永9年          |        | 現住居へ転居？         |
| 四十二代 | 田尻見磧   |            | -弘化○○年         |        | 立花村御目見医師       |
| 四十三代 | 田尻宗甫   |            | -明治18年         |        |                        |
| 四十四代 | 田尻宗彦   |            | 文政7年-明治29年  |        | 細川家御目見医師       |
| 四十五代 | 田尻端     |            |                   | 長男   |                        |
| 四十六代 | 田尻小五郎 |            | 明治42年-昭和58年 | 長男   | 玉水国民学校学務委員   |
| 四十八代 | 田尻良明   |            | 大正2年-平成13年  | 長男   |                        |
| 四十九代 | 田尻**     |            |                   | 長男   |                        |

※個人情報保護の観点から資料の一部を伏せ字にしています。

### 「肥後の田尻氏」
肥後の田尻氏にして、肥後《金峰山上》に住する内田、牛島と共に山の上三名字の一、其先は原田党、大蔵姓、後漢《帝》の後裔なりと云ふ、旧飽田郡《活》亀荘《岳》たけ村に住す。田尻は大蔵姓なる以て、漢高祖・阿智王の祠を、岳村に建立し、産土神と為す、岳麓寺を草創して菩提寺と為す。
菊地一族と連携し南朝方として戦う。
永徳元年（1381年）、菊池氏の隈部城が陥落。菊池武朝は征西将軍懐良親王を護って金峰山山中に入った。
現在の熊本市河内町、旧芳野村に嶽（岳）という集落があるが、ここに「岳の御所」があったと伝えられる。阿蘇家文書・中山右隆文書に「たけの御所奉行人」を勤めたとある。
『肥後国誌』には「征西将軍、山ノ西、松尾、平山ノ方ヨリ、始テ金峰山ニ登臨ノ道ヲ開キ給フ所ヲ将軍越ト云」と記す。
田尻五世にして子無し、應永十年（1403年）豊後国緒方《惟基》これもとの子定綱を養って、「《嗣》シ、ヨツギと為す」、此れより実家の姓を冒して大神とも称す（家紋「三本杉」）
田尻善左衛門（駿河守）ー惟家（上野介）
善左衛門（駿河守）、天文一九年（1550年）八月、菊地義武・隈本城を遁れて駿河守が家に匿る。嶽（岳）村にて大友勢と戦ふ、大友は大軍を引率し、大将は南の広野に陣を張り、其の軍勢は、嶽（岳）村に攻め寄せ三名字と激戦し、牛島三郎左衛門尉俊政《討死》うちじにす。然れども遂に大友勢を撃退したり。山の上にも三名字の一族上妻新右衛門※（建《久》きゅう頃より山の上野出村に代々住す）、下田五郎兵衛《金峯山》の麓平山村に、「数代住すを初め21人戦死す」）。此の戦の敵首を埋めたる所を今尚首塚と云ひ、敵の大将の陣取りたる所を大将陣と云ふ（肥後国誌）。菊地義武、河内浦より島原に落ちる。
其後、元亀天正以来、城親賢熊本在城の時城に属す。城親賢授くるに、城の称号を以てす。のち三名字も佐佐成政に従ひ、所領二百五十町を給せらる。
由来、山上三名字の所領は飽田郡大多尾村、東門寺、出羽村、嶽（岳）村、河内村、野出村、平山村、面木村の金峰山中の八箇村にして玉名郡《小天》おあま村を合せ九箇村を、三家これを領せり。九ケ村の地は三名字居屋敷分として菊池氏以来佐々の時に至るまで検地せざるを以て清正時代に至り、肥後国衆一揆、肥後52国衆（国人）の一として天正15年（1587年）では佐々成政側につき手柄を立てるが、加藤清正入国の折、国衆廃絶政策の為、三家共浪人となる。

## 薩摩国田尻氏
2系統が存在するが、共にその父祖は不明。
第1の系統は、『本藩人物誌』によれば、薩摩国は伊作田尻村（現・鹿児島県日置市吹上町田尻）を代々領有してきた家であるという。諱は大蔵氏系田尻氏と同様に「種」の字を用いており、何らかの関係はあるものと見られる。
第2の系統は、伊作田尻村の百姓であった田尻荒兵衛（田尻但馬）が、島津忠良の加世田城攻めに協力して家臣に迎えられて以降に興した家である。但しこちらは、荒兵衛が二人の男子と共に梅北国兼に与して梅北一揆を起こし、父子共々誅殺されており家は断絶している。
また、大蔵氏系である筑後国の田尻鑑種の子統種が島津氏に仕えて子孫を為しており、安土桃山時代以降の薩摩国にはこちらの系統も存在する。